# Winter of Frozen Dreams
Pour plus de détails, voir Fiche technique et Distribution.
Winter of Frozen Dreams est un film américain appartenant au genre drame criminel, réalisé par Eric Mandelbaum et sorti en 2009.  

## Synopsis
Le film retrace l'histoire vraie de Barbara Hoffman, une étudiante en biochimie qui se prostituait dans le Wisconsin et fut condamnée pour les meurtres de deux de ses clients par empoisonnement au cyanure, durant l'hiver 1980, lors du premier procès criminel télévisé des États-Unis.

## Fiche technique
- Titre : Winter of Frozen Dreams
- Réalisation : Eric Mandelbaum
- Scénario : Michael Graf, Michael Caughill, John Besmer et Eric Mandelbaum d'après le livre de Karl Harter
- Photographie : Brian O'Carroll
- Musique : Kenneth Lampl
- Production : Omar Peraza, Milka Stanisic, Millie Stanisic, Anthony J. Vorhies
- Société de distribution : Monterey Media
- Budget : 1 000 000 $
- Pays d'origine :  États-Unis
- Langue : Anglais
- Format : Couleur
- Genre : Film dramatique, Film policier, Thriller
- Durée : 92 min.
- Dates de sortie :

## Distribution
- Thora Birch
- Keith Carradine
- Brendan Sexton III
- Leo Fitzpatrick
- Dean Winters